# Place Edmond-Rostand
Ne doit pas être confondu avec Place Jean-Rostand.
La place Edmond-Rostand est une place du 6e arrondissement de Paris située à la jonction du boulevard Saint-Michel et de la rue de Médicis dans le quartier de l'Odéon.

## Situation et accès
La place Edmond-Rostand est desservie à proximité par le RER B à la gare du Luxembourg.

## Origine du nom

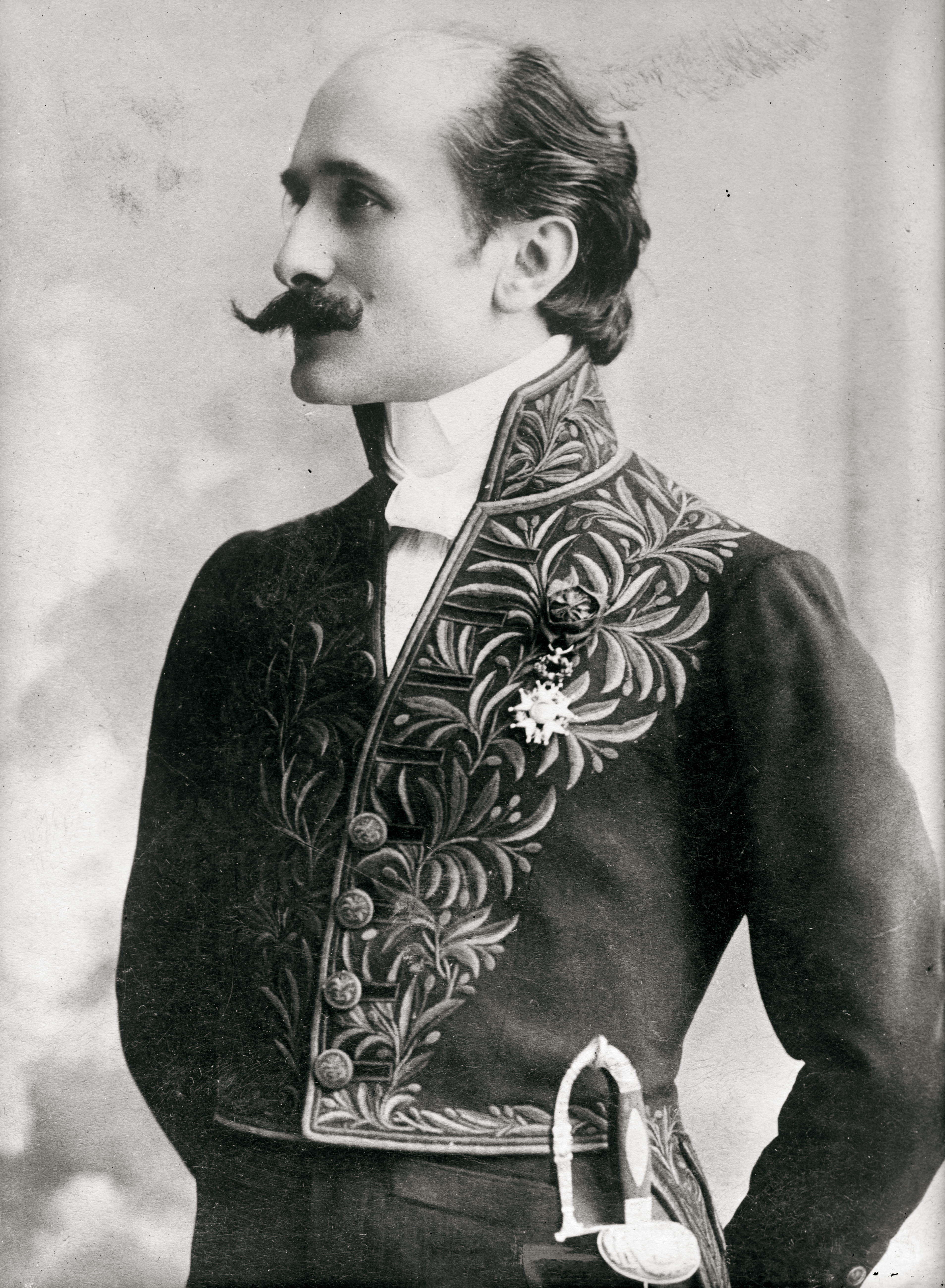
Edmond Rostand.

Cette place rend hommage à l'écrivain et poète français Edmond Rostand (1868-1918).

## Historique
La place est située au niveau de l’ancienne place du Marché-Saint-Michel.
Cet espace est une ancienne partie de la rue de Médicis qui fut renommée en 1924.
C'est depuis la place Edmond-Rostand que François Mitterrand remonte le 21 mai 1981 la rue Soufflot vers le Panthéon pour les cérémonies qu'il a voulu organiser lors de son investiture à la présidence de la République.

## Bâtiments remarquables et lieux de mémoire
- Le jardin du Luxembourg.
- Le café Le Rostand, célèbre pour son activité littéraire.
- La place est ornée en son centre de la fontaine du bassin Soufflot, sculptée en 1862 par Gustave Crauk (1827-1905).

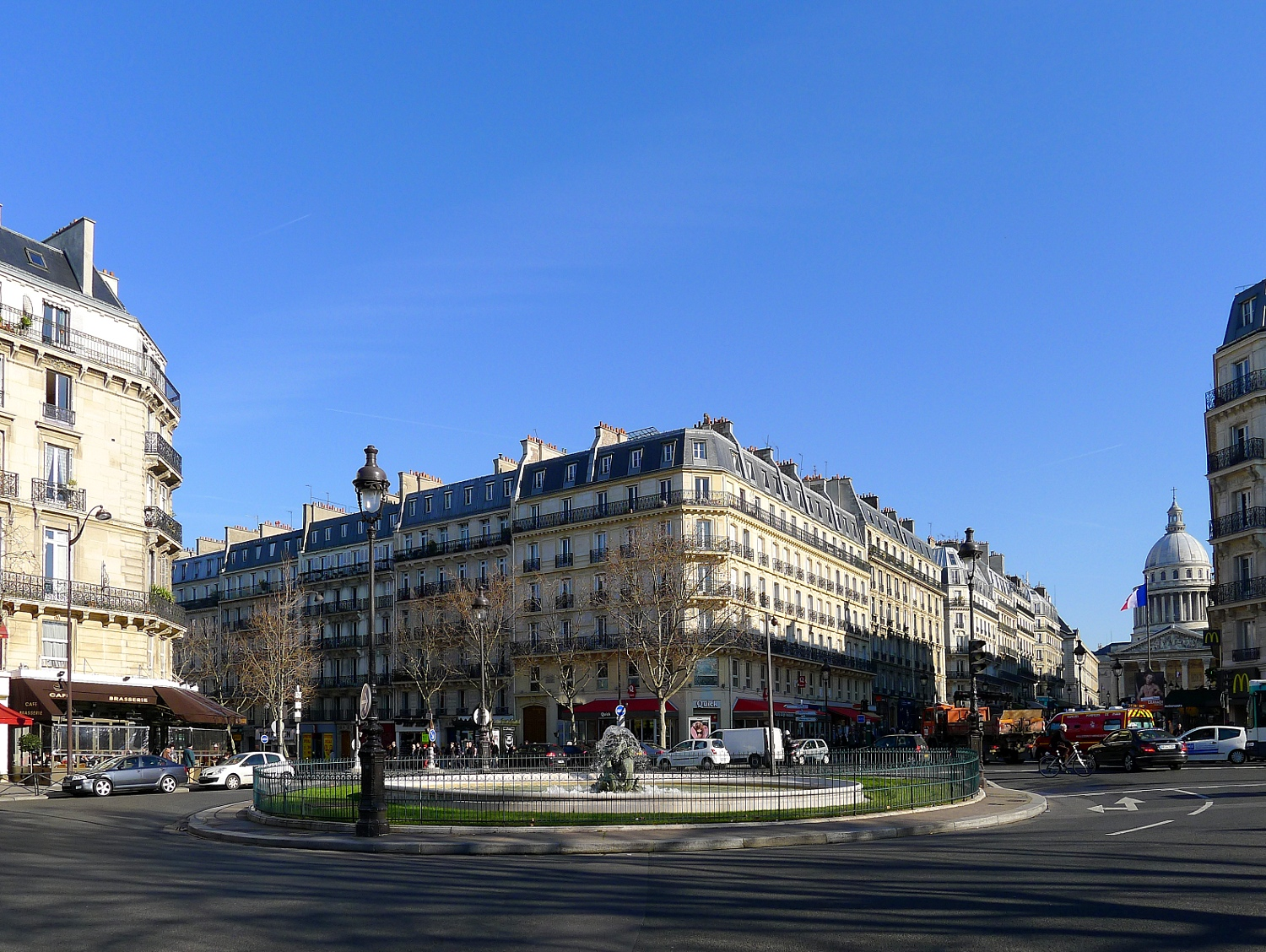
La place avec sa fontaine et la vue vers le Panthéon.

- La place apparaît dans le film Amitiés sincères (2013).